# Pride and Prejudice (televisieserie uit 1980)
Pride and Prejudice is een Britse televisieserie uit 1980, naar het gelijknamige boek van Jane Austen. Het script werd geschreven door Fay Weldon en de serie werd geproduceerd door de BBC.
Deze vijfdelige serie was de vijfde BBC-bewerking van het boek. De hoofdrollen werden vertolkt door Elizabeth Garvie als Elizabeth Bennet en David Rintoul als Fitzwilliam Darcy.
Elke aflevering begint met een korte getekende, satirische stripversie van de aflevering in kwestie als achtergrond van de openingscredits. De tekeningen doen sterk denken aan de illustraties van C.E. Brock uit een van de eerste drukken van het boek.

## Rolverdeling
- Elizabeth Garvie als Elizabeth Bennet
- David Rintoul als Fitzwilliam Darcy
- Peter Settelen als George Wickham
- Priscilla Morgan als Mrs. Bennet
- Moray Watson als Mr. Bennet
- Sabina Franklyn als Jane Bennet
- Natalie Ogle als Lydia Bennet
- Tessa Peake-Jones als Mary Bennet
- Clare Higgins als Kitty Bennet
- Osmund Bullock als Charles Bingley
- Marsha Fitzalan als Caroline Bingley
- Jennifer Granville als Mrs. Hurst
- Edward Arthur als Mr. Hurst
- Irene Richard als Charlotte Lucas
- Malcolm Rennie als Mr. Collins
- Elizabeth Stewart als Lady Lucas
- Peter Howell als Sir William Lucas
- Judy Parfitt als Lady Catherine de Bourgh
- Moir Leslie als Anne de Bourgh
- Emma Jacobs als Georgiana Darcy
- Desmond Adams als Colonel Fitzwilliam
- Shirley Cain als Mrs. Phillips
- Barbara Shelley als Mrs. Gardiner
- Michael Lees als Mr. Gardiner